# Narromine
Narromine – miasto w Australii, w stanie Nowa Południowa Walia.